# Andrea Blackett
Andrea Melissa Blackett (Londres, 24 de janeiro de 1976) é uma antiga atleta de Barbados, especialista em 400 metros com barreiras. Tem, com recorde pessoal nesta disciplina, um tempo de 53.36 s, obtido em Sevilha, quando foi 4ª classificada na final de 400m barrieras dos Campeonatos Mundiais de 1999.

## Biografia
Nascida no Reino Unido, Blackett completou os estudos secundários no Harrison College, em Bridgetown, seguindo depois para os Estados Unidos, onde obteve uma especialização em estudos de Administração e Espanhol e um mestrado em gestão hoteleira na Universidade de Houston.
Em 1997, com 21 anos de idade, consegue apurar-se para a final de 400 m barreiras, nos Campeonatos Mundiais de Atenas, onde acabaria em último lugar. No ano seguinte, porém, arrebata a medalha de ouro nos Jogos da Commonwealth disputados em Kuala Lumpur e, em 1999, obtém a 4ª posição nos Mundiais de Atenas.
Nas suas duas presenças olímpicas não alcança grande sucesso, quedando-se por uma participação nas semi-finais dos Jogos Olímpicos de 2000.

## Melhores marcas pessoais
- 100 metros com barreiras - 13.39 s (Liège, 2-10-2003)
- 400 metros com barreiras - 53.36 s (Sevilha, 25-08-1999)